# قصيدة غنائية

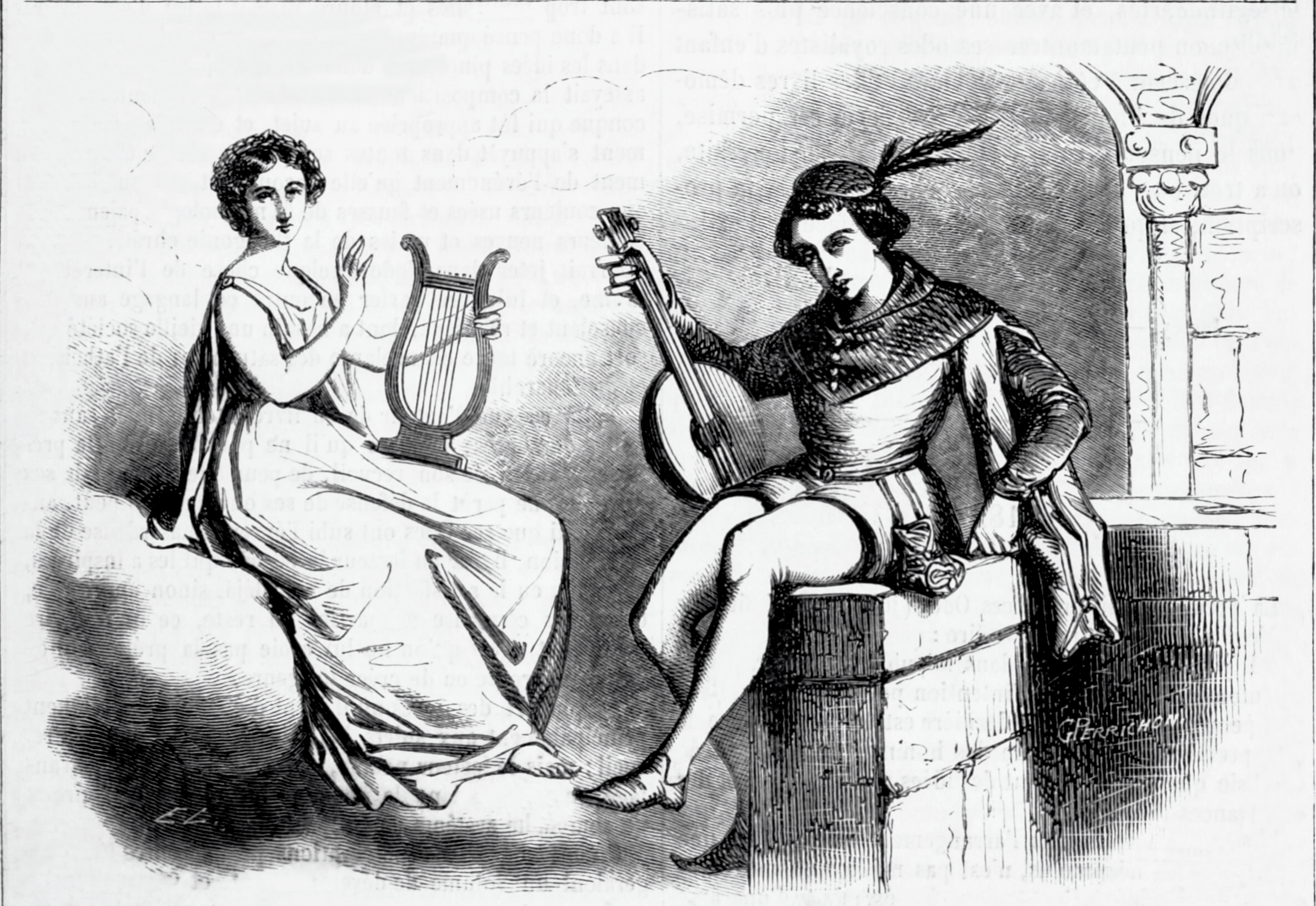

القصيدة الغنائية هي نوع من أنواع الشعر الغنائي.
اشتهر الإغريق في الماضي بوجود عدة شعراء أبدعوا في هذا المجال مثل ألكايوس Alcaeus of Mytilene و أناكريون Anacreon.

## القصيدة الغنائية العربية
وهي شكل من أشكال القصائد ظهر في العالم العربي أواخر القرن التاسع عشر وأوائل القرن العشرين. وكان الشيخ أبو العلا محمد من الرواد الأوائل في هذا المجال.

## وصلات خارجية
- موقع أكاديمية الفنون المصرية